# Vrbice (okres Břeclav)
Obec Vrbice (moravsky Vrbica, německy Wrbitz) se nachází zhruba 12 km vjv. od Hustopečí, v okrese Břeclav v Jihomoravském kraji. Žije zde přibližně 1 100 obyvatel. Jde o vinařskou obec ve Velkopavlovické vinařské podoblasti (viniční tratě: Záhumenice, Krátký, Skale, Ochoze, Stráně, Úlehle, Nová hora, Zadní hora). Největší zajímavostí obce je soubor vinných sklepů. Jedinečné sklepy protkávající kopec Stráž v sedmi patrech. Narodil se zde známý moravský hudební skladatel Antonín Michna. Obec je součástí Svazku obcí Modré Hory a Mikroregionu Hustopečsko.

## Název
Název se vyvíjel od varianty de Vrbiz (1222), Michelsdorf (1269), Wyrbycz (1353), Wrbiczy (1381), Michelsdorf a Wrbicze (1675), Michelsdorf (1718), Wrbicze (1749), Michelsdrof (1751), Wrbitz a Vrbice (1846, 1872), Vrbice (1881) a Vrbice a Wrbitz (1924). Místní jméno je odvozeno od slova vrbí. Pojmenování je rodu ženského, čísla jednotného a genitiv zní Vrbice.

## Historie
První písemná zmínka o obci pochází z roku 1222. Pošta v obci byla založena 1. října 1967.  V roce 2014 obec zvítězila v krajském kole soutěže Vesnice roku.  V r.2023 se tam natáčela část epizody Blíženci z tv-seriálu České televize Lovec.

## Obyvatelstvo
Podle sčítání 1930 zde žilo v 302 domech 1349 obyvatel, kteří se všichni hlásili k československé národnosti. Žilo zde 1341 římských katolíků, 1 evangelík, 2 příslušníci Církve československé husitské a 2 židé.

### Struktura
Vývoj počtu obyvatel za celou obec i za jeho jednotlivé části uvádí tabulka níže, ve které se zobrazuje i příslušnost jednotlivých částí k obci či následné odtržení.
| Místní části   | Místní části | 1896 | 1880 | 1890 | 1900 | 1910 | 1921 | 1930 | 1950 | 1961 | 1970 | 1980 | 1991 | 2001  | 2013  |
| -------------- | ------------ | ---- | ---- | ---- | ---- | ---- | ---- | ---- | ---- | ---- | ---- | ---- | ---- | ----- | ----- |
| Počet obyvatel | část Vrbice  | 878  | 1052 | 978  | 1180 | 1199 | 1343 | 1349 | 1329 | 1456 | 1361 | 1239 | 1137 | 1 095 | 1 127 |
| Počet domů     | část Vrbice  | 198  | 201  | 213  | 226  | 244  | 252  | 302  | 317  | 328  | 326  | 326  | 392  | 397   |       |

## Samospráva
Po komunálních volbách v roce 2014 byl starostou zvolen Tomáš Bílek (Za Vrbice ještě krásnější). Ten ke dni 30. září 2016 rezignoval a na funkci navrhl dosavadního místostarostu Františka Poláška, který byl zvolen k datu ̟1. října 2016. Po komunálních volbách v roce 2018 se starostou stal opět Tomáš Bílek.

## Pamětihodnosti
- soubor vinných sklepů
- Kostel sv. Jiljí
- Boží muka
- Socha svatého Aloise
- Pomník Rudé armády

## Galerie

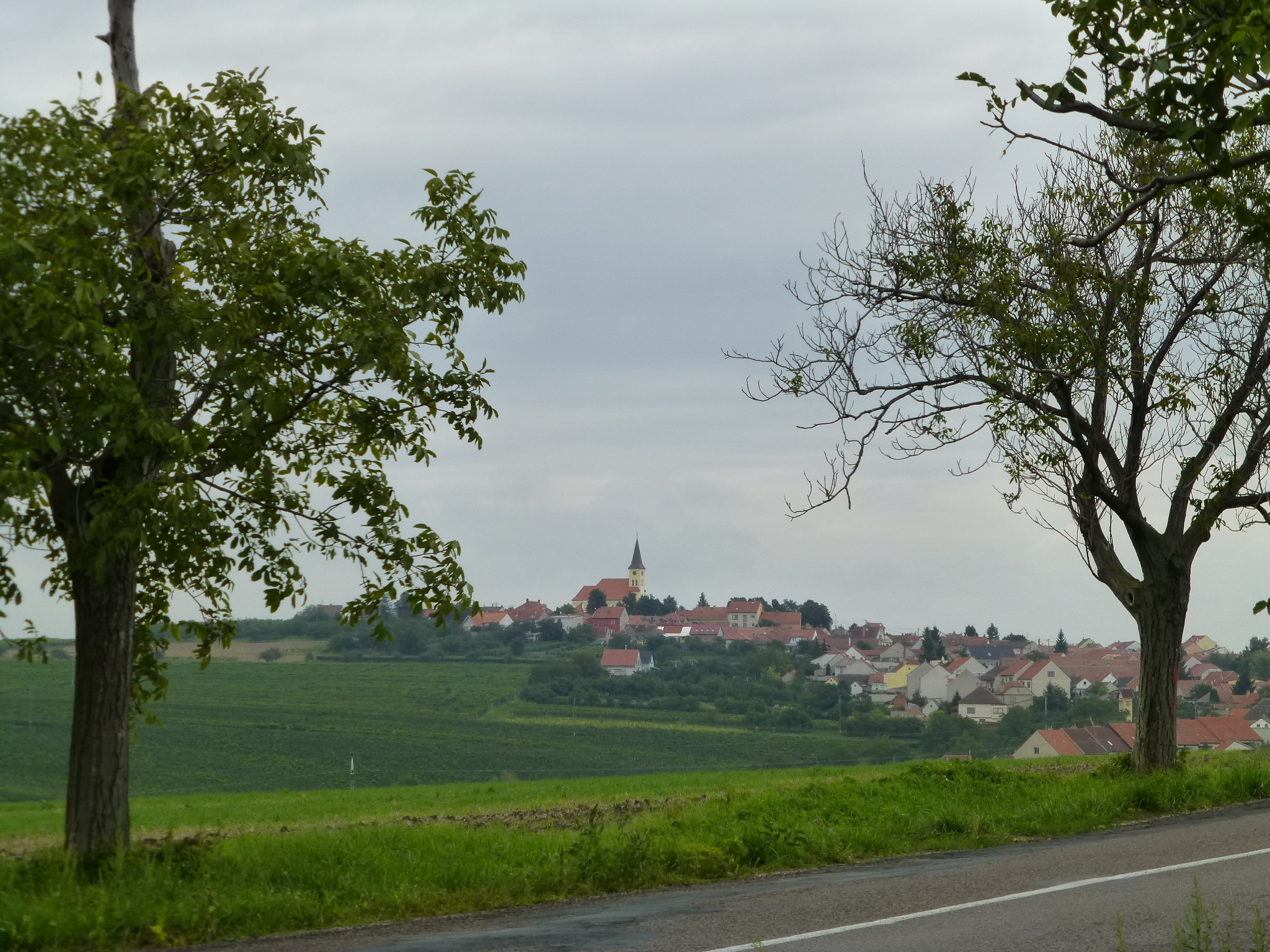
Celkový pohled
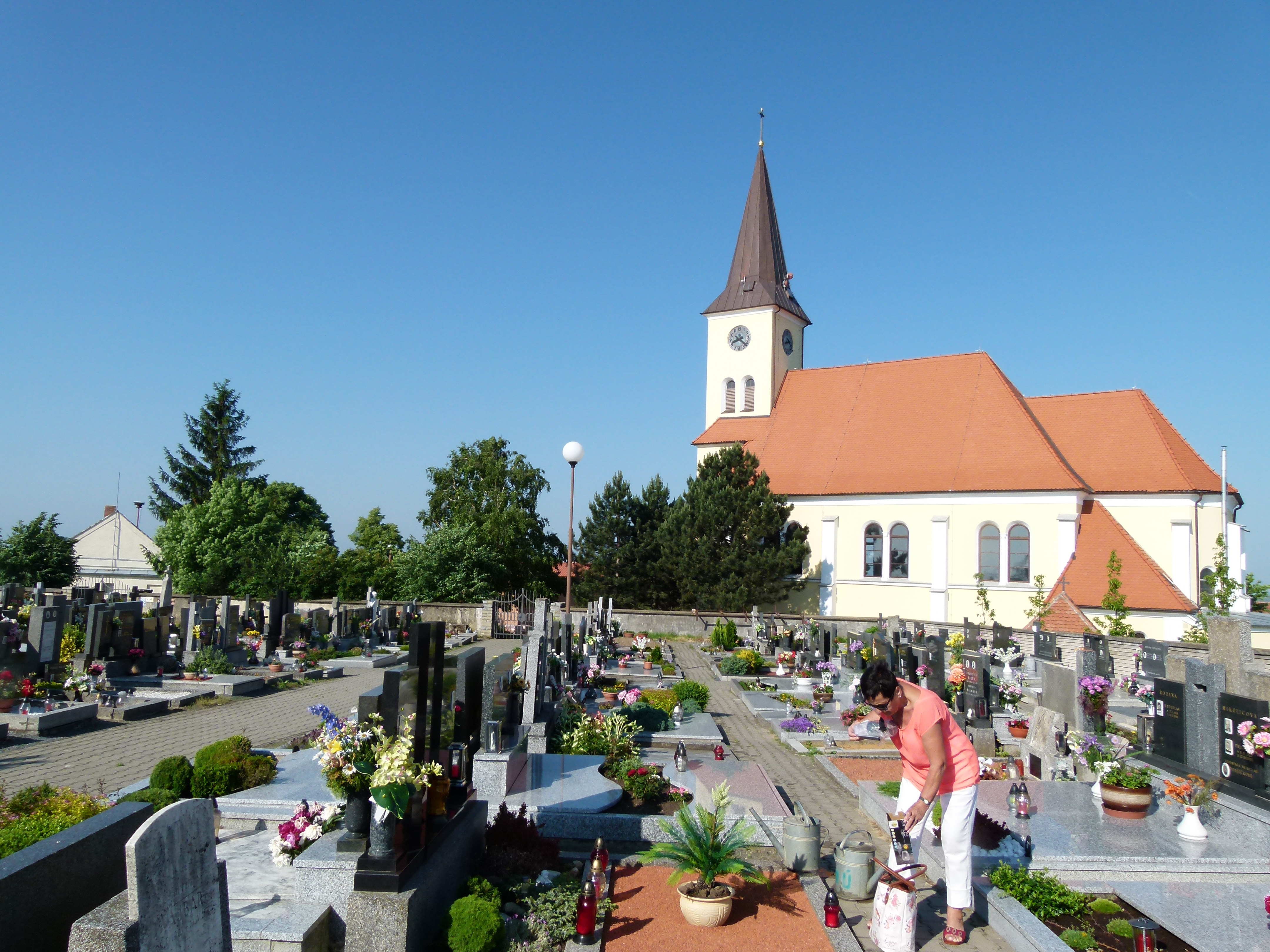
Kostel sv. Jiljí
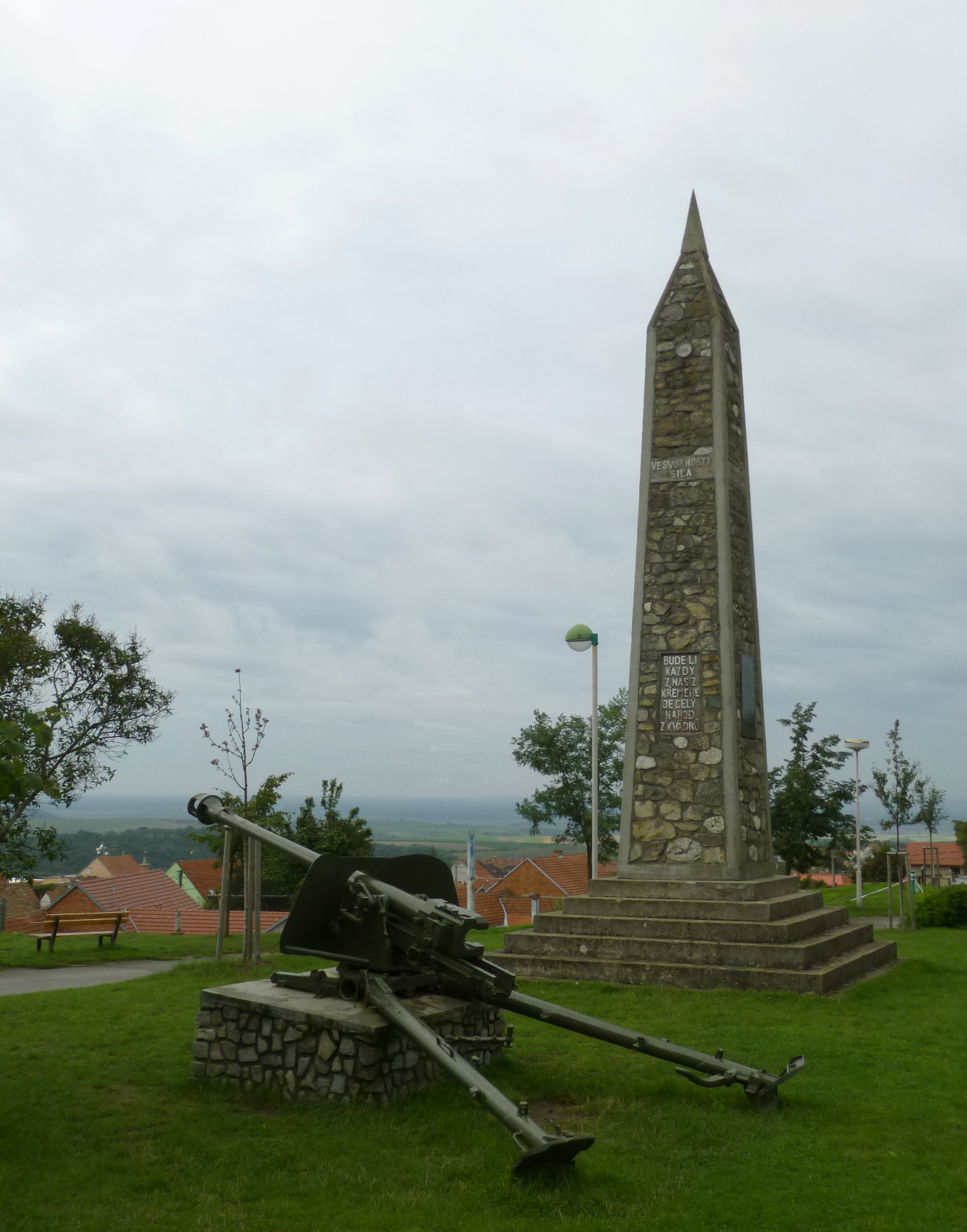
Pomník Rudé armády
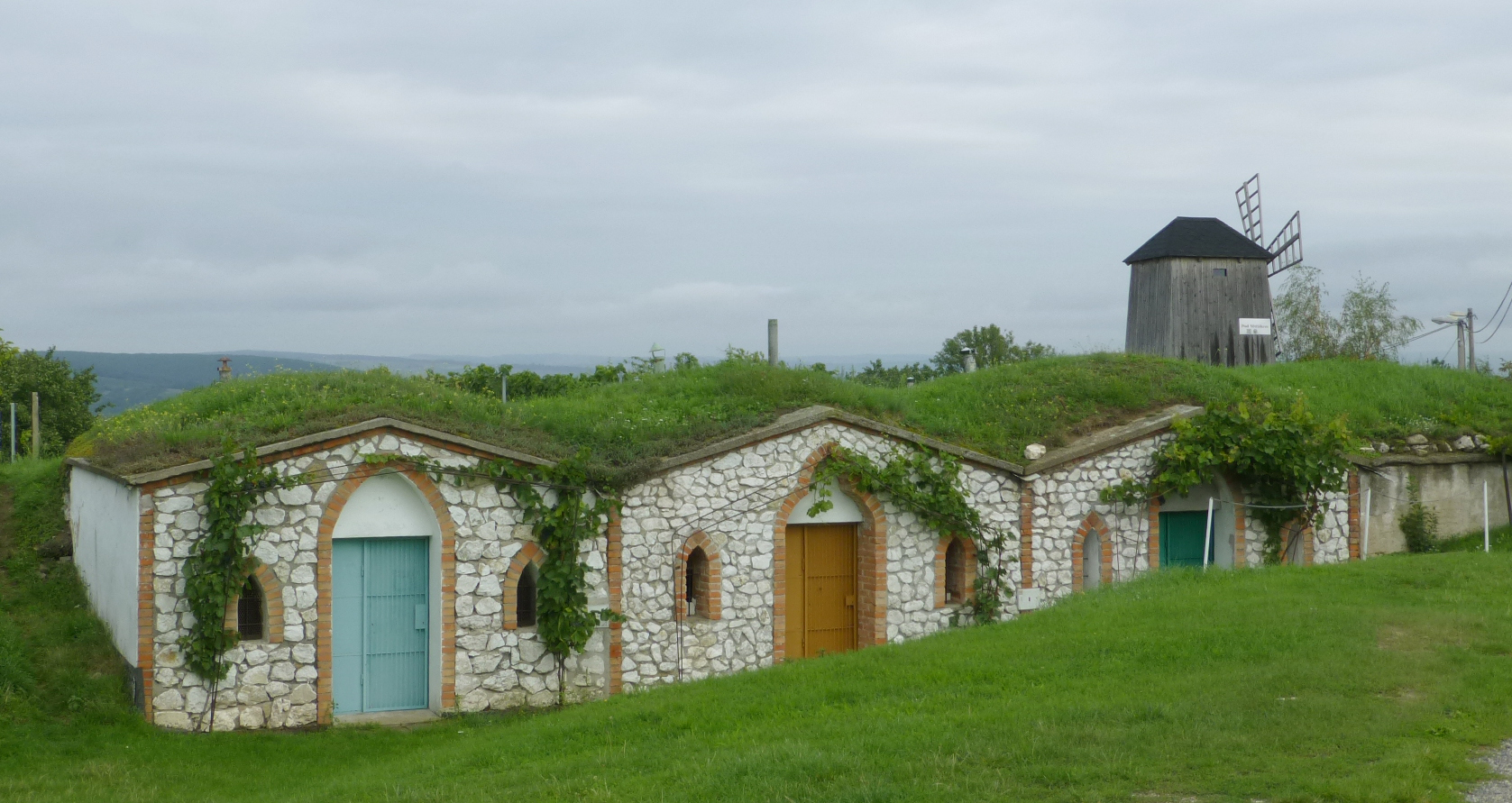
Vinné sklepy a větrný mlýn
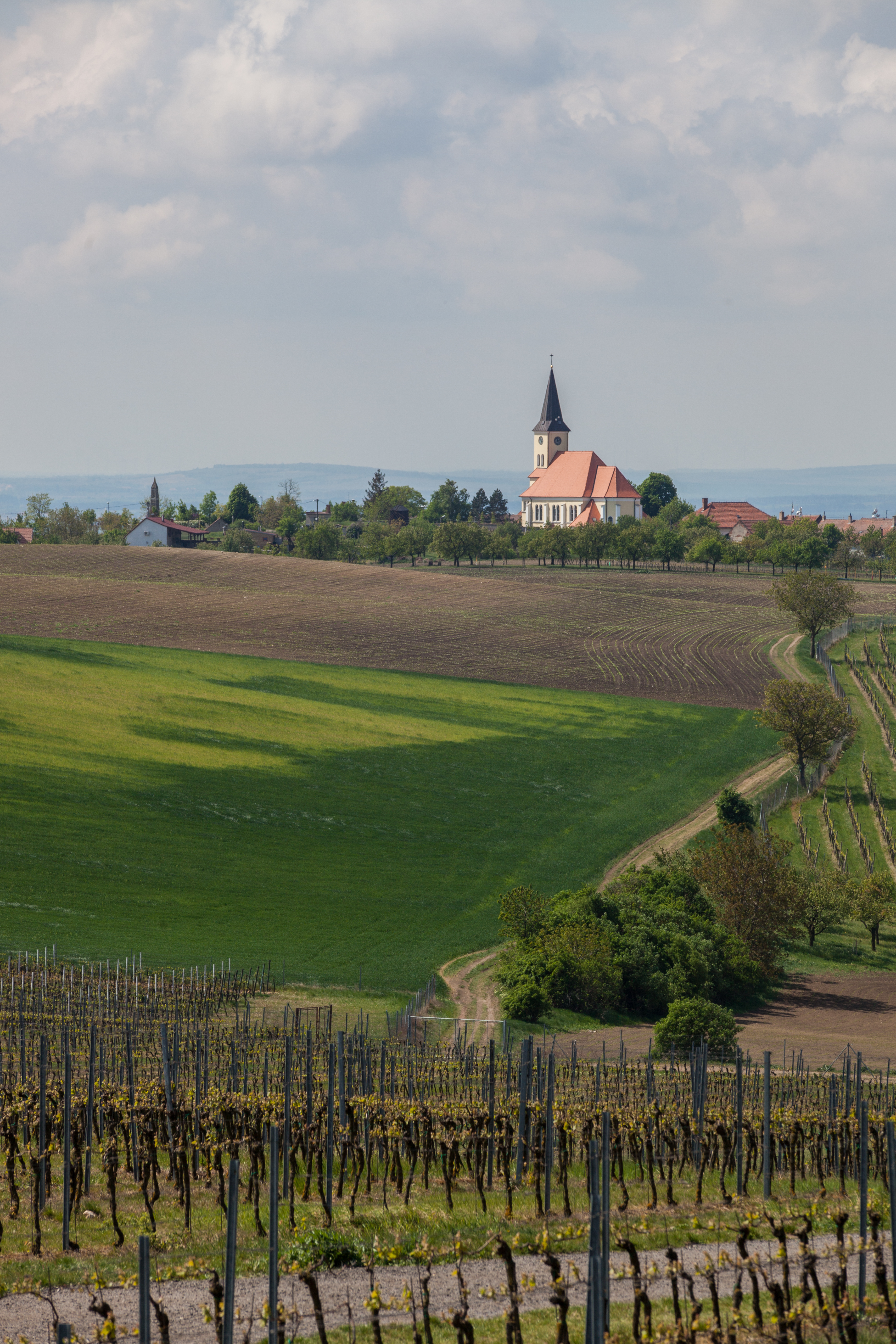
Pohled na obec z Kobylího vrchu